# Susanna Moore
Susanna Moore (Bryn Mawr, 9 dicembre 1948) è una scrittrice statunitense.

## Biografia
Nata nel 1948 a Bryn Mawr da Richard Dixon e Anne Moore, è cresciuta nelle Hawaii e vive e lavora a New York.
Lasciata la sua casa di Honolulu a 17 anni, ha lavorato come modella e successivamente lettrice di sceneggiature per attori come Warren Beatty e Jack Nicholson prima di sposare il produttore e scenografo Richard Sylbert.
Nel 1982 ha esordito nella narrativa con il romanzo Tesoro mio vincendo il Sue Kaufman Prize for First Fiction dedicato all'opera prima.
Autrice di altri 6 romanzi, due saggi sulle Hawaii e una biografia, nel 2003 la sua opera Dentro è stata trasposta nella pellicola cinematografica In the Cut per la regia di Jane Campion.

## Opere

### Narrativa
- Tesoro mio (My Old Sweetheart, 1982), Milano, Frassinelli, 1984 traduzione di Amina Pandolfi ISBN 88-7684-009-5.
- The Whiteness of Bones (1989)
- Sleeping Beauties (1993)
- Dentro (In the Cut, 1995), Parma, Guanda, 1998 traduzione di Laura Noulian ISBN 88-7746-875-0.
- One Last Look (2003)
- Le ragazzacce (The Big Girls, 2007), Parma, Guanda, 2008 traduzione di Silvia Piraccini ISBN 978-88-6088-230-1.
- The Life of Objects (2012)

### Saggistica
- Il mito delle Hawaii (I Myself Have Seen It: The Myth of Hawai‘i, 2003), Milano, Feltrinelli, 2004 traduzione di Maurizio Migliaccio ISBN 88-7108-197-8.
- Paradise of the Pacific: Approaching Hawai‘i (2015)

### Memoir
- Miss Aluminum: A Memoir (2020)

## Adattamenti cinematografici
- In the Cut, regia di Jane Campion (2003)

## Premi e riconoscimenti
- Sue Kaufman Prize for First Fiction: 1983 vincitrice con Tesoro mio
- National Book Award per la narrativa: 1983 finalista nella sezione "Opera prima" con Tesoro mio[6]